# Islandia en el Festival de la Canción de Eurovisión 2022
Islandia participó en el LXV Festival de la Canción de Eurovisión, celebrado en Turín, Italia del 10 al 14 de mayo de 2022, tras la victoria de Måneskin con la canción «Zitti e buoni». La RÚV, radiodifusora encargada de la participación islandesa dentro del festival, se encargará de organizar el tradicional Söngvakeppnin como final nacional del país, tras un año en el que utilizaron la elección interna. El festival celebrado durante 3 fines de semana entre el 26 de febrero y el 12 de marzo de 2022 dio como ganadoras al trío Sigga, Beta & Elín con el tema folk «Með hækkandi sól» compuesto por Lovísa Elísabet Sigrúnardóttir.
Pasando completamente desapercibida para las casas de apuestas; Islandia logró clasificarse en la primera semifinal del concurso tras obtener el 10° lugar con 103 puntos. Cuatro días más tarde, en la gran final, se ubicó en el lugar 23 con un total de 20 puntos: 10 del jurado profesional y 10 del televoto.

## Historia de Islandia en el Festival
Islandia debutó en el Festival de 1986, participando desde entonces en 37 ocasiones. Los mejores resultados de Islandia son un par de ocasiones en 2° lugar: en 1999, con Selma con la canción pop «All Out of Luck» y la segunda ocasión en 2009 con Yohanna y la balada «Is it true?». Aunque es un país regular dentro de la gran final, Islandia solo se ha clasificado en 7 ocasiones dentro de los 10 mejores del concurso. Recientemente Islandia mantuvo una racha de 4 eliminaciones en semifinales, desde 2015 a 2018.
En 2021, el artista seleccionado internamente, Daði og Gagnamagnið, se colocaron en 4.ª posición con 378 puntos en la gran final, con el tema «10 Years».

## Representante para Eurovisión

### Söngvakeppnin2022
Islandia confirmó la realización de la tradicional final nacional Söngvakeppnin en su edición 35 como método de selección para seleccionar a su representante en el Festival de Eurovisión de Turín 2022. El periodo de recepción de las canciones fue entre el 3 de septiembre y el 6 de octubre de 2021. Una vez cerrado el plazo de recepción, se confirmó un total de 158 propuestas recibidas. El 5 de febrero de 2022 se revelaron las 10 canciones participantes, que fueron seleccionadas por un comité formado bajo la consulta de la Asociación de Compositores (FTT) y la Unión Islandesa de Músicos (FIH).
La competencia consistió en 3 galas: dos semifinales y una final. En las semifinales cada gala contenía 5 participantes los cuales se sometían a una sola ronda de votación exclusiva del público. Las 2 canciones con más votos avanzaban a la final. Además los organizadores tienen la opción de escoger una quinta finalista como wildcard entre las no seleccionadas. La competencia consistió en una sola final con 2 fases de votación: la primera, en la que se presentaron las 5 candidaturas finalistas y se sometieron a una votación 50/50 entre la votación del público y un panel compuesto de 7 jurados, los cuales votaron con un ranking de preferencia que se convertía en puntos proporcionales según el número de votos del público recibidos. Las dos canciones con mayor sumatoria avanzaron a la súper final.
En la Súper final, los dos finalistas se sometían a una votación 100% del público a la que se sumaban los votos conseguidos en la primera ronda. En esta ronda, el mayor votado fue declarado ganador del festival y representante de Islandia en Eurovisión.

#### Candidaturas
| Artista                                   | Versión en islandés (Traducción)         | Versión en inglés (Traducción)                | Compositor(es) |
| ----------------------------------------- | ---------------------------------------- | --------------------------------------------- | --- |
| Amarosis                                  | «Don't You Know» (No sabes)              | «Don't You Know» (No sabes)                   | Már Gunnarsson, Ísold Wilberg                                                                                          |
| Haffi Haff                                | «Gía» (Gía)                              | «Volcano» (Volcán)                            | Hafsteinn Þór Guðjónsson, Steinar Jónsson, Sigurður Ásgeir Árnason                                                     |
| Hanna Mia & The Astrotourists             | «Séns með þér» (Nos vemos pronto)        | «Gemini» (Géminis)                            | Hanna Mia Brekkan, Sakaris Emil Joensen, Nína Richter                                                                  |
| Katla                                     | «Þaðan af» (Desde allí)                  | «Then Again» (Entonces otra vez)              | Jóhannes Damian Patreksson, Kristinn Óli S. Haraldsson, Hafsteinn Þráinsson, Snorri Beck                               |
| Markéta Irglová                           | «Mögulegt» (Posible)                     | «Possible» (Posible)                          | Markéta Irglová, Sturla Mio Þórisson                                                                                   |
| Reykjavíkurdætur (Daughters of Reykjavík) | «Tökum af stað» (Empecemos)              | «Turn This Around» (Dale la vuelta al asunto) | Ragnhildur Jónasdóttir, Salka Valsdóttir, Steinunn Jónsdóttir, Þuríður Blær Jóhannsdóttir, Þuríður Kr Kristleifsdóttir |
| Sigga, Beta & Elín                        | «Með hækkandi sól» (Con el sol naciente) | N/A                                           | Lovísa Elísabet Sigrúnardóttir                                                                                         |
| Stefán Óli                                | «Ljósið» (La luz)                        | «All I Know» (Todo lo que sé)                 | Andri Þór Jónsson, Birgir Steinn Stefánsson, Stefán Hilmarsson                                                         |
| Stefanía Svavarsdóttir                    | «Hjartað mitt» (Mi corazón)              | «Heart of Mine» (Mi corazón)                  | Halldór Gunnar Pálsson, Magnús Þór Sigmundsson                                                                         |
| Suncity & Sanna                           | «Hækkum í botn» (Vamos a fondo)          | «Keep it Cool» (Mantenlo cool)                | Sveinn Rúnar Sigurðsson, Valgeir Magnússon, Davíð Guðbrandsson, Sanna Martinez, Anders Eriksson, Marc Caplice          |

#### Semifinales

##### Semifinal 1
La semifinal 1 se emitió el 26 de febrero de 2022, presentada por Björg Magnúsdóttir, Jón Jónsson y Ragnhildur Steinunn Jónsdóttir desde los estudios de la RVK en la capital Reikiavik. 5 canciones compitieron por 2 pases a la final en una ronda de votación determinada al 100% por el público. Tras la realización de la segunda semifinal, Amarosis recibió el wildcard por parte de los organizadores para unirse como el quinto finalista.
| N.º | Artista                | Canción            | Lugar | Votos  |
| --- | ---------------------- | ------------------ | ----- | ------ |
| 1   | Amarosis               | «Don't You Know»   | 3     | 7,006  |
| 2   | Stefán Óli             | «Ljósið»           | 2     | 7,017  |
| 3   | Haffi Haff             | «Gía»              | 5     | 4,828  |
| 4   | Stefanía Svavarsdóttir | «Hjartað mitt»     | 4     | 5,613  |
| 5   | Sigga, Beta & Elín     | «Með hækkandi sól» | 1     | 10,788 |

##### Semifinal 2
La semifinal 2 se emitió el 5 de marzo de 2022, presentada por Björg Magnúsdóttir, Jón Jónsson y Ragnhildur Steinunn Jónsdóttir desde los estudios de la RVK en la capital Reikiavik. 5 canciones compitieron por 2 pases a la final en una ronda de votación determinada al 100% por el público.
| N.º | Artista                       | Canción         | Lugar | Votos  |
| --- | ----------------------------- | --------------- | ----- | ------ |
| 1   | Markéta Irglová               | «Mögulegt»      | 4     | 3,251  |
| 2   | Suncity & Sanna               | «Hækkum í botn» | 3     | 4,170  |
| 3   | Reykjavíkurdætur              | «Tökum af stað» | 1     | 13,137 |
| 4   | Katla                         | «Þaðan af»      | 2     | 5,251  |
| 5   | Hanna Mia & The Astrotourists | «Séns með þér»  | 5     | 3,197  |

#### Final
La final se emitió el 12 de marzo de 2022, presentada por Björg Magnúsdóttir, Jón Jónsson y Ragnhildur Steinunn Jónsdóttir desde los estudios de la RVK en la capital Reikiavik. Las 5 canciones ganadoras de las semifinales compitieron en una ronda de votación determinada en una combinación de un 50% para un jurado profesional y 50% para el televoto. Las 2 canciones mejor puntuadas obtuvieron el pase a la súper final en la que la más votada por el público obtendría el pase a Eurovisión. El panel de jurado fue compuesto por Heidi Välkkilä, Daði Freyr, Ragnheiður Gröndal, Sóley Stefánsdóttir, Barry van Cornewal, Stig Karlsen y Tusse. Tras la segunda ronda de votación fueron declaradas ganadoras el trío Sigga, Beta & Elín con la canción folk «Með hækkandi sól», convirtiéndose de esta forma en las 38° representantes islandesas en el festival eurovisivo.
| N.º | Artista            | Canción            | Jurado | Televoto | Lugar | Votos  |
| --- | ------------------ | ------------------ | ------ | -------- | ----- | ------ |
| 1   | Katla              | «Þaðan af»         | 15,031 | 5,972    | 5     | 21,003 |
| 2   | Amarosis           | «Don't You Know»   | 11,921 | 12,506   | 3     | 24,427 |
| 3   | Reykjavíkurdætur   | «Turn this Around» | 19,437 | 26,320   | 1     | 45,757 |
| 4   | Stefán Óli         | «Ljósið»           | 13,476 | 9,126    | 4     | 22,602 |
| 5   | Sigga, Beta & Elín | «Með hækkandi sól» | 18,141 | 24,083   | 2     | 42,224 |

| Canción            | Jurado 1 | Jurado 2 | Jurado 3 | Jurado 4 | Jurado 5 | Jurado 6 | Jurado 7 | Lugar | Puntos |
| ------------------ | -------- | -------- | -------- | -------- | -------- | -------- | -------- | ----- | ------ |
| «Þaðan af»         | 2,591    | 1,814    | 1,814    | 2,591    | 1,555    | 2,073    | 2,591    | 3     | 15,031 |
| «Don't You Know»   | 1,555    | 2,073    | 1,555    | 1,555    | 1,814    | 1,814    | 1,555    | 5     | 11,921 |
| «Turn this Around» | 1,814    | 3,110    | 3,110    | 2,073    | 3,110    | 3,110    | 3,110    | 1     | 19,437 |
| «Ljósið»           | 2,073    | 1,555    | 2,073    | 1,814    | 2,591    | 1,555    | 1,814    | 4     | 13,476 |
| «Með hækkandi sól» | 3,110    | 2,591    | 2,591    | 3,110    | 2,073    | 2,591    | 2,073    | 2     | 18,141 |

##### Súper Final
| N.º | Artista            | Canción            | Primera Ronda | Segunda Ronda | Lugar | Votos  |
| --- | ------------------ | ------------------ | ------------- | ------------- | ----- | ------ |
| 1   | Reykjavíkurdætur   | «Turn this Around» | 45,757        | 23,470        | 2     | 69,227 |
| 2   | Sigga, Beta & Elín | «Með hækkandi sól» | 42,224        | 35,156        | 1     | 77,380 |

## En Eurovisión
De acuerdo a las reglas del festival, todos los concursantes iniciaron desde las semifinales, a excepción del anfitrión (en este caso, Italia) y el Big Five compuesto por Alemania, España, Francia, la misma Italia y Reino Unido. En el sorteo realizado el 25 de enero de 2022, Islandia fue sorteada en la primera semifinal del festival. En este mismo sorteo, se determinó que participaría en la segunda mitad de la semifinal (posiciones 10-18). Semanas después, ya conocidos los artistas y sus respectivas canciones participantes, la producción del programa dio a conocer el orden de actuación, determinando que el país participaría en la decimocuarta posición, precedida por Austria y seguida de Grecia.
Los comentarios para Islandia tanto para televisión como para radio corrieron por sexta ocasión consecutiva y duodécima en total por parte de Gísli Marteinn Baldursson. La portavoz de la votación del jurado profesional islandés fue la miembro del grupo Daði og Gagnamagnið y participante en el festival de Eurovisión del año anterior por Islandia, Árný Fjóla Ásmundsdóttir.

### Semifinal 1

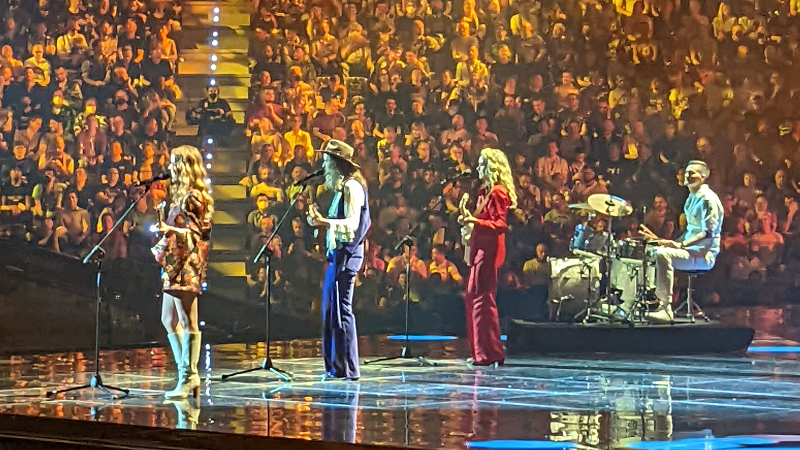
Systur durante la primera semifinal.

Systur tomó parte de los ensayos los días 1 y 5 de mayo así como de los ensayos generales con vestuario de la primera semifinal los días 9 y 10 de mayo. El ensayo general de la tarde del 9 fue tomado en cuenta por los jurados profesionales para emitir sus votos, que representaron el 50% de los puntos. Islandia se presentó en la posición 14, detrás de Grecia y por delante de Austria.
La actuación islandesa fue sencilla, con las integrantes de Systur siendo acompañadas por un baterista (quien resultó ser hermana de las integrantes). La actuación mantuvo un concepto similar a la de la final nacional, con las tres hermanas estáticas durante toda la canción tocando sus guitarras, con el final de la actuación con la iluminación pasando del color blanco a un dorado, con el fondo LED simulando un estallido de luces doradas.
Al final del show, Islandia fue anunciada como uno de los 10 países finalistas. Los resultados revelados una vez terminado el festival, posicionaron a Islandia en 10° lugar de la semifinal con un total de 103 puntos, habiendo obtenido la octava posición del jurado profesional con 64 puntos y el décimo lugar del televoto con 39 puntos.

### Final
Durante la rueda de prensa de los ganadores de la primera semifinal, se realizó el sorteo en el que se decidió en que mitad participaría cada finalista. Islandia fue sorteada para participar en la segunda mitad de la final (posiciones 14-25). El orden de actuación revelado durante la madrugada del viernes 21 de mayo, decidió que Islandia debía actuar en la posición 18 por delante de Grecia y detrás de Moldavia. Systur tomó parte de los ensayos generales con vestuario de la final los días 13 y 14 de mayo. El ensayo general de la tarde del 13 fue tomado en cuenta por los jurados profesionales para emitir sus votos, que representaron el 50% de los puntos.
Durante la votación, Islandia se colocó en 23° y antepenúltimo lugar en la votación del jurado profesional con solo 10 puntos. Posteriormente, se anunció su puntuación en la votación del televoto: 10 puntos que las ubicaron en la 18.ª posición. En la sumatoria final, Islandia finalizó en la 23.ª y antepenúltima posición con 20 puntos, convirtiéndose en su peor resultado en una gran final desde su último puesto de 2001.

### Votación

#### Puntuación a Islandia

##### Semifinal 1
| Jurado                   | Jurado                                             | Jurado               | Jurado                | Jurado   |
| 12 puntos                | 10 puntos                                          | 8 puntos             | 7 puntos              | 6 puntos |
| ------------------------ | -------------------------------------------------- | -------------------- | --------------------- | -------- |
|                          | - Portugal                                         | - Letonia            |                       | - Suiza  |
| 5 puntos                 | 4 puntos                                           | 3 puntos             | 2 puntos              | 1 punto  |
| - Albania - Países Bajos | - Armenia - Croacia - Francia - Lituania - Ucrania | - Armenia - Moldavia | - Austria - Noruega   |          |
| Televoto                 |                                                    |                      |                       |          |
| 12 puntos                | 10 puntos                                          | 8 puntos             | 7 puntos              | 6 puntos |
|                          |                                                    | - Ucrania            | - Dinamarca - Noruega |          |
| 5 puntos                 | 4 puntos                                           | 3 puntos             | 2 puntos              | 1 punto  |
| - Letonia                | - Países Bajos                                     | - Francia            | - Lituania - Portugal | - Suiza  |

##### Final
| Jurado    | Jurado    | Jurado    | Jurado      | Jurado                |
| 12 puntos | 10 puntos | 8 puntos  | 7 puntos    | 6 puntos              |
| --------- | --------- | --------- | ----------- | --------------------- |
|           |           |           |             | - Portugal            |
| 5 puntos  | 4 puntos  | 3 puntos  | 2 puntos    | 1 punto               |
|           |           |           | - Lituania  | - Dinamarca - Irlanda |
| Televoto  |           |           |             |                       |
| 12 puntos | 10 puntos | 8 puntos  | 7 puntos    | 6 puntos              |
|           |           | - Ucrania |             |                       |
| 5 puntos  | 4 puntos  | 3 puntos  | 2 puntos    | 1 punto               |
|           |           |           | - Dinamarca |                       |

#### Votación realizada por Islandia
| Puntos    | Jurado       | Televoto     |
| --------- | ------------ | ------------ |
| 12 puntos | Noruega      | Ucrania      |
| 10 puntos | Ucrania      | Noruega      |
| 8 puntos  | Lituania     | Países Bajos |
| 7 puntos  | Países Bajos | Moldavia     |
| 6 puntos  | Portugal     | Dinamarca    |
| 5 puntos  | Suiza        | Lituania     |
| 4 puntos  | Letonia      | Austria      |
| 3 puntos  | Armenia      | Armenia      |
| 2 puntos  | Grecia       | Portugal     |
| 1 punto   | Dinamarca    | Suiza        |

| Puntos    | Jurado          | Televoto     |
| --------- | --------------- | ------------ |
| 12 puntos | Suecia          | Ucrania      |
| 10 puntos | Ucrania         | Noruega      |
| 8 puntos  | Noruega         | Suecia       |
| 7 puntos  | Reino Unido     | Reino Unido  |
| 6 puntos  | Italia          | Moldavia     |
| 5 puntos  | Portugal        | Países Bajos |
| 4 puntos  | Países Bajos    | Polonia      |
| 3 puntos  | España          | España       |
| 2 puntos  | República Checa | Lituania     |
| 1 punto   | Lituania        | Serbia       |

##### Desglose
El jurado islandés estuvo compuesto por:
- Erna
- Kristján Gíslason
- Lydía Grétarsdóttir
- Stefán Hjörleifsson
- Sóley

| Semifinal 1 | Semifinal 1  | Semifinal 1                | Semifinal 1                | Semifinal 1                | Semifinal 1                | Semifinal 1                | Semifinal 1                | Semifinal 1                | Semifinal 1                | Semifinal 1                |
| N.º         | País         | Jurado                     | Jurado                     | Jurado                     | Jurado                     | Jurado                     | Jurado                     | Jurado                     | Televoto                   | Televoto                   |
| N.º         | País         | Jurado A                   | Jurado B                   | Jurado C                   | Jurado D                   | Jurado E                   | Ranking                    | Puntos                     | Ranking                    | Puntos                     |
| ----------- | ------------ | -------------------------- | -------------------------- | -------------------------- | -------------------------- | -------------------------- | -------------------------- | -------------------------- | -------------------------- | -------------------------- |
| 01          | Albania      | 8                          | 15                         | 10                         | 14                         | 16                         | 14                         |                            | 16                         |                            |
| 02          | Letonia      | 5                          | 3                          | 14                         | 9                          | 8                          | 7                          | 4                          | 11                         |                            |
| 03          | Lituania     | 11                         | 8                          | 3                          | 1                          | 3                          | 3                          | 8                          | 6                          | 5                          |
| 04          | Suiza        | 15                         | 4                          | 5                          | 5                          | 9                          | 6                          | 5                          | 10                         | 1                          |
| 05          | Eslovenia    | 16                         | 16                         | 12                         | 15                         | 15                         | 16                         |                            | 15                         |                            |
| 06          | Ucrania      | 3                          | 2                          | 2                          | 2                          | 4                          | 2                          | 10                         | 1                          | 12                         |
| 07          | Bulgaria     | 14                         | 12                         | 8                          | 13                         | 12                         | 13                         |                            | 12                         |                            |
| 08          | Países Bajos | 1                          | 6                          | 7                          | 6                          | 5                          | 4                          | 7                          | 3                          | 8                          |
| 09          | Moldavia     | 10                         | 13                         | 16                         | 16                         | 11                         | 15                         |                            | 4                          | 7                          |
| 10          | Portugal     | 7                          | 7                          | 6                          | 3                          | 2                          | 5                          | 6                          | 9                          | 2                          |
| 11          | Croacia      | 12                         | 10                         | 9                          | 11                         | 13                         | 12                         |                            | 14                         |                            |
| 12          | Dinamarca    | 13                         | 9                          | 13                         | 8                          | 7                          | 10                         | 1                          | 5                          | 6                          |
| 13          | Austria      | 6                          | 11                         | 15                         | 10                         | 14                         | 11                         |                            | 7                          | 4                          |
| 14          | Islandia     | -------------------------- | -------------------------- | -------------------------- | -------------------------- | -------------------------- | -------------------------- | -------------------------- | -------------------------- | -------------------------- |
| 15          | Grecia       | 4                          | 14                         | 11                         | 7                          | 6                          | 9                          | 2                          | 13                         |                            |
| 16          | Noruega      | 2                          | 1                          | 1                          | 4                          | 1                          | 1                          | 12                         | 2                          | 10                         |
| 17          | Armenia      | 9                          | 5                          | 4                          | 12                         | 10                         | 8                          | 3                          | 8                          | 3                          |

| Final | Final           | Final                      | Final                      | Final                      | Final                      | Final                      | Final                      | Final                      | Final                      | Final                      |
| N.º   | País            | Jurado                     | Jurado                     | Jurado                     | Jurado                     | Jurado                     | Jurado                     | Jurado                     | Televoto                   | Televoto                   |
| N.º   | País            | Jurado A                   | Jurado B                   | Jurado C                   | Jurado D                   | Jurado E                   | Ranking                    | Puntos                     | Ranking                    | Puntos                     |
| ----- | --------------- | -------------------------- | -------------------------- | -------------------------- | -------------------------- | -------------------------- | -------------------------- | -------------------------- | -------------------------- | -------------------------- |
| 01    | República Checa | 2                          | 10                         | 15                         | 21                         | 15                         | 9                          | 2                          | 20                         |                            |
| 02    | Rumania         | 19                         | 21                         | 16                         | 16                         | 23                         | 21                         |                            | 18                         |                            |
| 03    | Portugal        | 11                         | 5                          | 11                         | 8                          | 2                          | 6                          | 5                          | 14                         |                            |
| 04    | Finlandia       | 13                         | 14                         | 18                         | 13                         | 24                         | 20                         |                            | 16                         |                            |
| 05    | Suiza           | 23                         | 8                          | 12                         | 12                         | 14                         | 14                         |                            | 15                         |                            |
| 06    | Francia         | 14                         | 20                         | 23                         | 14                         | 11                         | 18                         |                            | 21                         |                            |
| 07    | Noruega         | 5                          | 4                          | 1                          | 4                          | 4                          | 3                          | 8                          | 2                          | 10                         |
| 08    | Armenia         | 15                         | 9                          | 14                         | 15                         | 12                         | 15                         |                            | 22                         |                            |
| 09    | Italia          | 9                          | 6                          | 4                          | 2                          | 16                         | 5                          | 6                          | 12                         |                            |
| 10    | España          | 4                          | 12                         | 10                         | 7                          | 20                         | 8                          | 3                          | 8                          | 3                          |
| 11    | Países Bajos    | 6                          | 7                          | 8                          | 9                          | 6                          | 7                          | 4                          | 6                          | 5                          |
| 12    | Ucrania         | 3                          | 3                          | 9                          | 1                          | 1                          | 2                          | 10                         | 1                          | 12                         |
| 13    | Alemania        | 21                         | 17                         | 22                         | 20                         | 19                         | 22                         |                            | 19                         |                            |
| 14    | Lituania        | 16                         | 11                         | 6                          | 11                         | 7                          | 10                         | 1                          | 9                          | 2                          |
| 15    | Azerbaiyán      | 20                         | 23                         | 19                         | 22                         | 21                         | 23                         |                            | 24                         |                            |
| 16    | Bélgica         | 17                         | 18                         | 20                         | 6                          | 18                         | 16                         |                            | 13                         |                            |
| 17    | Grecia          | 10                         | 15                         | 13                         | 19                         | 8                          | 13                         |                            | 23                         |                            |
| 18    | Islandia        | -------------------------- | -------------------------- | -------------------------- | -------------------------- | -------------------------- | -------------------------- | -------------------------- | -------------------------- | -------------------------- |
| 19    | Moldavia        | 24                         | 22                         | 24                         | 17                         | 22                         | 24                         |                            | 5                          | 6                          |
| 20    | Suecia          | 1                          | 2                          | 2                          | 5                          | 3                          | 1                          | 12                         | 3                          | 8                          |
| 21    | Australia       | 18                         | 19                         | 5                          | 10                         | 9                          | 11                         |                            | 17                         |                            |
| 22    | Reino Unido     | 8                          | 1                          | 3                          | 3                          | 5                          | 4                          | 7                          | 4                          | 7                          |
| 23    | Polonia         | 22                         | 13                         | 7                          | 18                         | 10                         | 12                         |                            | 7                          | 4                          |
| 24    | Serbia          | 7                          | 24                         | 21                         | 23                         | 17                         | 17                         |                            | 10                         | 1                          |
| 25    | Estonia         | 12                         | 16                         | 17                         | 24                         | 13                         | 19                         |                            | 11                         |                            |